# Perifrase (stijlfiguur)
Een perifrase is een stijlfiguur waarbij de eigenschappen van een persoon of object worden genoemd in plaats van het bedoelde.
- een zee van ruisend groen (bos)
- dat blazende en krabbende ondier (kat)
- het schip der woestijn (kameel)

Een perifrase kan als een kleine parafrase worden gezien.